# مدارشکن گاز اس‌اف ۶
مدارشکن گاز اس‌اف ۶ (انگلیسی: Sulfur hexafluoride circuit breaker) نوعی رله حفاظتی در سیستم توزیع و نیروگاه برق است که در آن به جای روغن، هوا یا خلأ از گاز هگزا فلوراید گوگرد (SF6) برای خنک کردن و از بین بردن جرقه در هنگام بازکردن مدار استفاده می‌شود.